# Banda (ort i Mexiko)
Banda är en ort i Mexiko.   Den ligger i kommunen San Miguel de Allende och delstaten Guanajuato, i den centrala delen av landet, 240 km nordväst om huvudstaden Mexico City. Banda ligger 1 863 meter över havet och antalet invånare är 367.
Terrängen runt Banda är huvudsakligen platt, men österut är den kuperad. Runt Banda är det ganska tätbefolkat, med 96 invånare per kvadratkilometer. Närmaste större samhälle är San Miguel de Allende, 9,6 km sydost om Banda. Trakten runt Banda består i huvudsak av gräsmarker.